# Musiciens de France
 (février 2025).
Motif : aucune source secondaire, la mention de l'ouvrage sur la page de son auteur suffit
- Archive Wikiwix
- Bing
- Cairn
- DuckDuckGo
- E. Universalis
- Gallica
- Google
- G. Books
- G. News
- G. Scholar
- Persée
- Qwant
- (zh) Baidu
- (ru) Yandex
- (wd) trouver des œuvres sur Wikidata

| 1. | Préciser le motif de la pose du bandeau. | Précisez le motif de la pose du bandeau en utilisant la syntaxe suivante : {{admissibilité à vérifier\|date=mars 2025\|motif=remplacez ce texte par le motif}}                           |
| 2. | Informer les utilisateurs concernés.     | Pensez à avertir le créateur de l'article, par exemple, en insérant le code ci-dessous sur sa page de discussion : {{subst:avertissement admissibilité à vérifier\|Musiciens de France}} |

Musiciens de France, dont le titre complet est Musiciens de France, la génération des grands symphonistes, est un ouvrage de musicologie écrit par Paul-Gilbert Langevin en collaboration avec d'autres musicologues, dont Harry Halbreich, Jean Maillard et Geneviève de La Salle, et édité en 1979 aux éditions Richard Masse dans La Revue musicale,,.

## Présentation de l'ouvrage
Il traite principalement des quatre musiciens français suivants : Guillaume Lekeu, Albéric Magnard, Joseph-Guy Ropartz et Charles Koechlin. Les autres œuvres abordées dans cet ouvrage sont celles d'autres musiciens français: Hector Berlioz, César Franck, Henri Duparc, Ernest Chausson, Charles-Marie Widor, Louis Vierne et Charles Tournemire.
Cet ouvrage sera suivi d'un autre publié par l'auteur en 1986 sur les symphonistes européens, dont le titre est Musiciens d'Europe, figures du renouveau ethnoromantique.

## Ouvrage
- Paul-Gilbert Langevin, Musiciens de France, la génération des grands symphonistes, La Revue musicale, triple numéro 324-325-326, Éditions Richard Masse, 1979 (BNF 36599375)[1],[2].

## Photographies

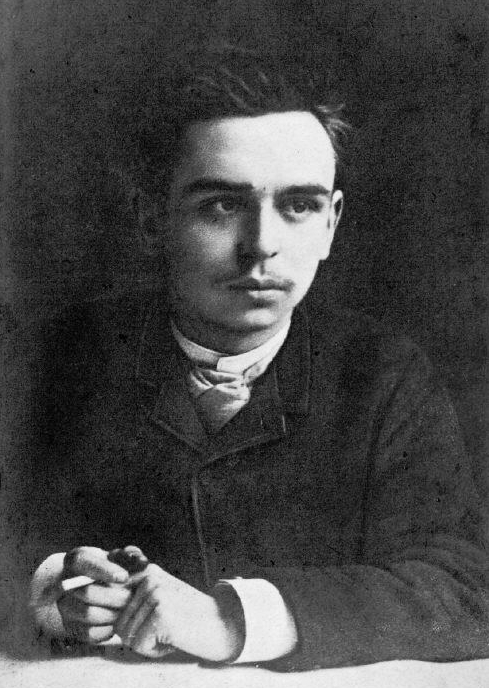
Guillaume Lekeu, vers 1886.
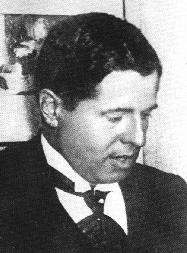
Albéric Magnard, en 1911.
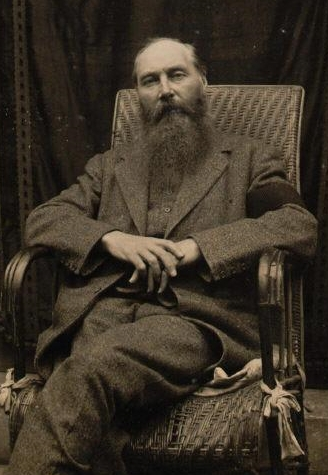
Joseph-Guy Ropartz.
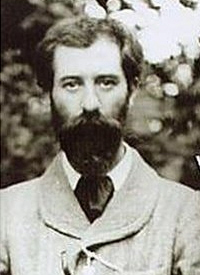
Charles Koechlin, vers 1900.